# サクセ＝コブルゴ・イ・ブラガンサ家
サクセ＝コブルゴ・イ・ブラガンサ分家（Ramo de Saxe-Coburgo e Bragança）は、旧ブラジル帝室の分枝の1つ。帝位請求権は、長幼順により本家筋のオルレアンス・イ・ブラガンサ家に劣後する。

## 歴史
サクセ＝コブルゴ・イ・ブラガンサ家は、ブラジル皇帝ペドロ2世の次女レオポルディナ皇女が、1864年12月にザクセン＝コーブルク＝ゴータ公子ルートヴィヒ・アウグストと結婚したことで成立した。ヴィクトリア英国女王夫妻の従甥にあたるルートヴィヒ・アウグストのブラジル帝室への婿入りは、大英帝国の政治的経済的影響力をブラジルに波及させようとしていたイギリス政府と王室にとって好都合だった。皇女夫妻は7年間の結婚生活で4人の男子に恵まれた。
ペドロ2世の後継者はレオポルディナの姉の皇太子イザベル皇女と定められていたが、同じ1864年に結婚したイザベルと夫のガストン・ドルレアンが当初子供に恵まれなかったために、レオポルディナの息子たちが重視された。長男ペドロ・アウグストと次男アウグスト・レオポルドは帝位継承権を確実にするためブラジル国籍を付与され、ブラジル皇子の身位や「ドン」の皇族敬称を与えられた。イザベル皇女が1875年長男グラン・パラ公ペドロ・デ・アルカンタラを出産し、さらに2人の男子に恵まれると、ペドロ・アウグストの帝位継承の可能性は低くなった。
1889年ブラジルで帝政が廃止され、ブラジル皇帝一族は欧州に追放された。ペドロ・アウグストは親族と欧州に向かう船上で精神疾患を発症し、独身のままウィーンの精神病院で死んだため、弟アウグスト・レオポルドの子孫がブラジル旧皇族の地位を継ぐことになった。アウグスト・レオポルドの3人の息子たちは、旧オーストリア＝ハンガリー（二重帝国）有数の大地主であった父方ザクセン＝コーブルク＝コハーリ家の家督と資産を継承したため、ブラジル帝位請求権に興味を示さなかった。彼らの姉妹の1人テレジア・クリスティアーネ（テレーザ・クリスティーナ）だけが、4人の子供たちとともにブラジル国籍を取得したため、ブラジル帝位継承権を主張できる立場に残った。
彼女の長男カルルシュ・タッソ・デ・サクセ＝コブルゴ・イ・ブラガンサが、現在のサクセ＝コブルゴ・イ・ブラガンサ分家の当主となっている。彼は父系ではチロル地方の郵政事業を司ってきた貴族家門タクシス＝ボルドーニャ＝ヴァルニグラ家に属している。
レオポルディナの伯母のポルトガル女王マリア2世が、1836年にルートヴィヒ・アウグストの伯父フェルナンドと結婚して以降のポルトガル王家ブラガンサ家（1910年王位喪失・1932年断絶）も、父系を重視する系譜学上ブラガンサ＝コブルゴ家と呼ばれることがあり（家名として使用されたことはない）、混同されやすい。

## 歴代当主

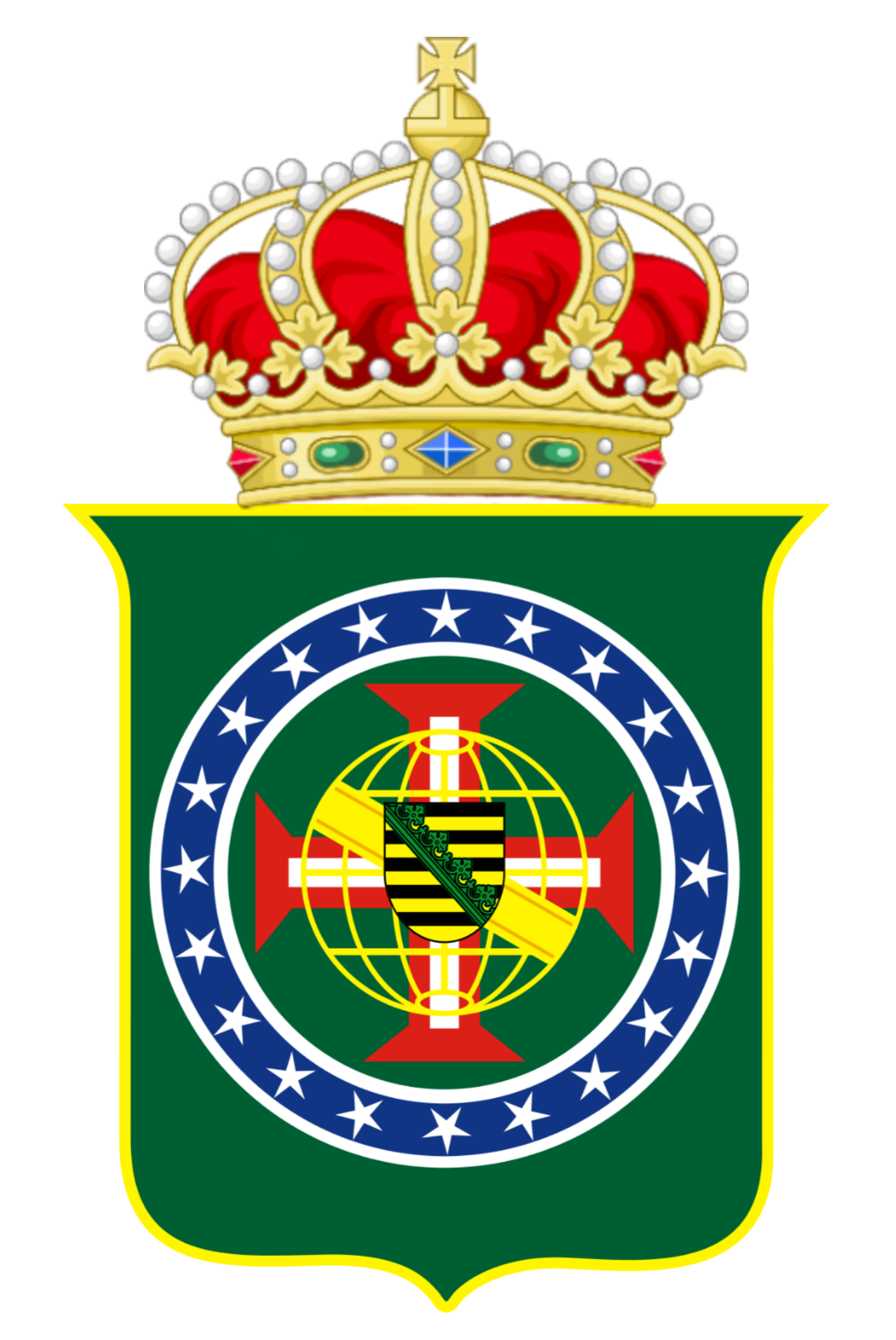
サクセ＝コブルゴ・イ・ブラガンサ分家の紋章

| 在位            | 名前                     | 備考                     |
| --------------- | ------------------------ | ------------------------ |
| 1864年 - 1871年 | レオポルディナ           | 始祖、ブラジル皇女       |
| 1871年 - 1934年 | ペドロ・アウグスト       | 前者の長男、ブラジル皇子 |
| 1934年 - 1990年 | テレーザ・クリスティーナ | 前者の姪                 |
| 1990年 - 現在   | カルルシュ               | 前者の長男               |

### 引用
1. ↑  Genealogia de Leopoldina Teresa, a fundadora do Ramo
2. 1 2 3  Pausini 2017, p. 443.
3. ↑  SAXE-COBURGO E BRAGANÇA, Dom Carlos de. Princesa Leopoldina. In: Revista do Instituto Histórico e Geográfico Brasileiro, vol. 243, 1959, pp. 75, 80-81.[2] Arquivado em 21 de dezembro de 2010, no Wayback Machine
4. ↑  Lessa, Clado Ribeiro de (1951). “O Segundo Ramo da Casa Imperial e a nossa Marinha de Guerra”. Revista do Instituto Historico e Geografico Brasileiro 211:  118–133. ISSN 0101-4366.

### 書誌情報
- Pausini, Adel Igor Romanov (May 2017). “De Estado a Civil: As políticas de relações matrimoniais da casa imperial do Brasil e sua legitimação sucessória (1843-1944)”. Revista Núcleo de Estudos Paranaenses (Curitiba) 3 (1):  436–455. doi:10.5380/nep.v3i1.52577. ISSN 2447-5548.